# Distrito de Confolens
El distrito de Confolens es un distrito (en francés arrondissement) de Francia, que se localiza en el departamento de Charente, de la región de Poitou-Charentes. Hasta 2007 contaba con 6 cantones y 63 comunas. Desde principios de 2008 hay 4 cantones y 140 comunas.

## División territorial

### Cantones
Los cantones del distrito de Confolens fueron hasta finales de 2007:
1. Cantón de Chabanais
2. Cantón de Champagne-Mouton
3. Cantón de Confolens-Nord
4. Cantón de Confolens-Sud
5. Cantón de Montemboeuf
6. Cantón de Saint-Claud

### Comunas
| 1. Abzac (16001)                       | 2. Alloue (16007)                  | 3. Ambernac (16009)             | 4. Ansac-sur-Vienne (16016)         |
| 5. Beaulieu-sur-Sonnette (16035)       | 6. Benest (16038)                  | 7. Le Bouchage (16054)          | 8. Brigueuil (16064)                |
| 9. Brillac (16065)                     | 10. Chabanais (16070)              | 11. Chabrac (16071)             | 12. Champagne-Mouton (16076)        |
| 13. Chasseneuil-sur-Bonnieure (16085)  | 14. Chassenon (16086)              | 15. Chassiecq (16087)           | 16. Cherves-Châtelars (16096)       |
| 17. Chirac (16100)                     | 18. Confolens (16106)              | 19. Esse (16131)                | 20. Exideuil (16134)                |
| 21. Genouillac (16149)                 | 22. Le Grand-Madieu (16157)        | 23. Hiesse (16164)              | 24. Lessac (16181)                  |
| 25. Lesterps (16182)                   | 26. Le Lindois (16188)             | 27. Lussac (16195)              | 28. Lésignac-Durand (16183)         |
| 29. Manot (16205)                      | 30. Massignac (16212)              | 31. Mazerolles (16213)          | 32. Mazières (16214)                |
| 33. Montemboeuf (16225)                | 34. Montrollet (16231)             | 35. Mouzon (16239)              | 36. Nieuil (16245)                  |
| 37. Oradour-Fanais (16249)             | 38. Parzac (16255)                 | 39. Les Pins (16261)            | 40. Pleuville (16264)               |
| 41. Pressignac (16270)                 | 42. La Péruse (16259)              | 43. Roumazières-Loubert (16192) | 44. Roussines (16289)               |
| 45. Saint-Adjutory (16293)             | 46. Saint-Christophe (16306)       | 47. Saint-Claud (16308)         | 48. Saint-Coutant (16310)           |
| 49. Saint-Germain-de-Confolens (16322) | 50. Saint-Laurent-de-Céris (16329) | 51. Saint-Mary (16336)          | 52. Saint-Maurice-des-Lions (16337) |
| 53. Saint-Quentin-sur-Charente (16345) | 54. Saulgond (16363)               | 55. Sauvagnac (16364)           | 56. Suaux (16375)                   |
| 57. Suris (16376)                      | 58. Turgon (16389)                 | 59. Verneuil (16398)            | 60. Le Vieux-Cérier (16403)         |
| 61. Vitrac-Saint-Vincent (16416)       | 62. Épenède (16128)                | 63. Étagnac (16132)             |                                     |